# Laurenzo Monteiro
Laurenzo Monteiro Alvarenga (* 28. Mai 2004 in Nizza) ist ein französischer Fußballspieler, der aktuell beim OGC Nizza in der Ligue 1 unter Vertrag steht.

## Karriere
Monteiro begann seine fußballerische Ausbildung im Jahr 2013 beim OGC Nizza. Dort spielte er in der Saison 2020/21 seine ersten sechs Partien im Championnat National U17 für die B-Junioren. In der Saison 2021/22 war er Stammspieler im U19-Team und kam dort in der Liga und im Pokal zu insgesamt 26 Einsätzen. Zudem lief er in seinem ersten Fünftligaspiel für die zweite Mannschaft auf. 2022/23 spielte er sowohl für das Reserveteam als auch für die A-Junioren diverse Ligaspiele. In der Spielzeit 2023/24 kam er nur noch für die U23-Mannschaft Nizzas im Premier League International Cup zu Einsatzzeiten. Am 12. Dezember 2024 (6. Spieltag) debütierte Monteiro, nachdem er zuvor auch schon in der Ligue 1 im Kader gestanden hatte, nach Einwechslung in der Nachspielzeit gegen die Royale Union Saint-Gilloise in der Europa League für die Profimannschaft.